# Ptahhotep (Dzsedkaré vezírje)
Ptahhotep (ptḥ-ḥtp) ókori egyiptomi vezír volt az V. dinasztia uralkodásának vége felé, valószínűleg Dzsedkaré Iszeszi alatt. Emellett viselte „a kincstár elöljárója”, „a hat nagy ház elöljárója”, „a királyi dokumentumok írnokainak elöljárója” és „a király minden munkálatainak felügyelője” címeket is; vezírek gyakran töltötték be ezeket a pozíciókat.
Egyike a számos, V. dinasztia végén élt vezírnek, akiket Ptahhotepnek hívtak. Főleg szakkarai masztabasírjáról, a C6 sírról ismert, amely egy másik vezírrel, Ptahhotep Deserrel közös; talán testvérek voltak. Egyik sírban sem találtak feliratot, amely alapján datálhatóak lennének; építészeti stílusuk alapján datálják őket Menkauhór és Dzsedkaré uralkodása idejére, Ptahhotep talán utóbbi uralkodó első éveiben töltötte be a vezíri pozíciót.

## Fordítás
- Ez a szócikk részben vagy egészben  a   Ptahhotep (Djedkare) című angol Wikipédia-szócikk ezen változatának fordításán alapul.  Az eredeti cikk szerkesztőit annak laptörténete sorolja fel. Ez a jelzés csupán a megfogalmazás eredetét és a szerzői jogokat jelzi, nem szolgál a cikkben szereplő információk forrásmegjelöléseként.